# Amadeo Francis
Amadeo Francis (Santo Tomás, Islas Vírgenes; 22 de octubre de 1931 – 25 de agosto de 2024) fue un atleta y dirigente deportivo puertorriqueño nacido en las Islas Vírgenes Estadounidenses especialista en carrera de vallas.

## Carrera
A nivel de Juegos Olímpicos participó en el evento de 400 metros vallas en Helsinki 1952 donde no pudo clasificar a las semifinales al terminar en cuarta posición en su hit eliminatorio; y en Melbourne 1956 volvería a competir en el mismo evento, donde volvió a quedar eliminado al terminar en último lugar en su hit eliminatorio.
A nivel de Juegos Panamericanos participó en la edición de México 1955 donde terminó en cuarto lugar en el evento de 400 metros vallas, y volvería a repetir el cuarto lugar en el evento de relevo 4 x 400 metros.
También participó en los VII Juegos Centroamericanos y del Caribe celebrados en México en 1954 donde ganó la medalla de plata en el relevo 4 x 400 metros junto a Ismael Delgado, Frank Rivera y Ovidio de Jesús; y la medalla de bronce en los 400 metros vallas donde quedó detrás de Jaime Aparicio de Colombia (oro) y Juan Leiva de Venezuela (plata).

## Tras el retiro
Al retirarse como atleta, pasó a ser vicepresidente de la IAAF, y posteriormente se convirtió en economista.